# Тульское суворовское военное училище
Тульское Суворовское военное училище (ТлСВУ) — военное образовательное учреждение, находившееся в городе Туле в период с 1944 по 1960 год и возрождённое в 2016 году. Современное полное наименование — Федеральное государственное казённое общеобразовательное учреждение «Тульское суворовское военное училище Министерства обороны Российской Федерации».

## История

### В СССР
Приказ № 01 о формировании Тульского Суворовского военного училища и вступлении в должность первого начальника училища был подписан 4 июля 1944 года генерал-майором И. С. Хохловым.  7 ноября 1944 года, в день 27-й годовщины Великой Октябрьской социалистической революции, состоялось торжественное открытие училища. Тульское Суворовское военное училище являлось участником Парада Победы 24 июня 1945 года на Красной площади.
Первый выпуск училища состоялся в 1949 году. Восьмой выпуск училища был самым большим — 137 суворовцев, из них золотые медали получили — 12 человек, а серебряные — 39 человек.
На основании постановления Совета Министров СССР № 662 от 24 июня 1960 года и директивы Главнокомандующего Сухопутными войсками № ОШ/290450 от 4 июля 1960 года — Тульское Суворовское военное училище к 10 сентября 1960 года было расформировано, а на его учебно-материальной базе создана школа-интернат, которая просуществовала до августа 2001 года. Более 400 воспитанников распределили по другим Суворовским военным училищам (Воронежское, Московское, Минское).
За 16 лет своего существования училище дало путёвку в жизнь более 900 своим питомцам. Из всех обучавшихся в училище суворовцев удостоены золотых медалей 72 человека, а серебряных — 130 человек.
Абсолютное большинство его воспитанников посвятило себя офицерской службе в рядах армии и флота, многие стали учеными, инженерами, спортсменами. Около 150 воспитанников училища защитили кандидатские и докторские диссертации, стали профессорами, заслуженными работниками культуры, заслуженными деятелями науки и техники, изобретателями.

### В Российской Федерации
По инициативе губернатора Тульской области Героя РФ генерал-лейтенанта Дюмина в марте 2016 года Президент РФ Владимир Путин принял решение о возрождении Тульского суворовского военного училища. В апреле 2016 года началось строительство новых учебных корпусов на Восточном обводе в Туле, которое завершилось накануне начала нового учебного года. За рекордно короткие сроки было построено: 3-х этажное главное здание, два 4-х этажных спальных корпуса, 3-х этажная столовая, медпункт, крытый спорткомплекс и ряд других сооружений.
Начальником училища назначен полковник ВДВ Дмитрий Валериевич Саксеев. 1 сентября 2016 года к обучению приступили первые 240 воспитанников училища. По окончании строительства в училище смогут обучаться 560 суворовцев.
8 сентября 2016 года училище посетил Президент РФ Владимир Путин и Министр обороны РФ генерал армии Сергей Шойгу. В ходе этого визита училищу было вручено знамя.

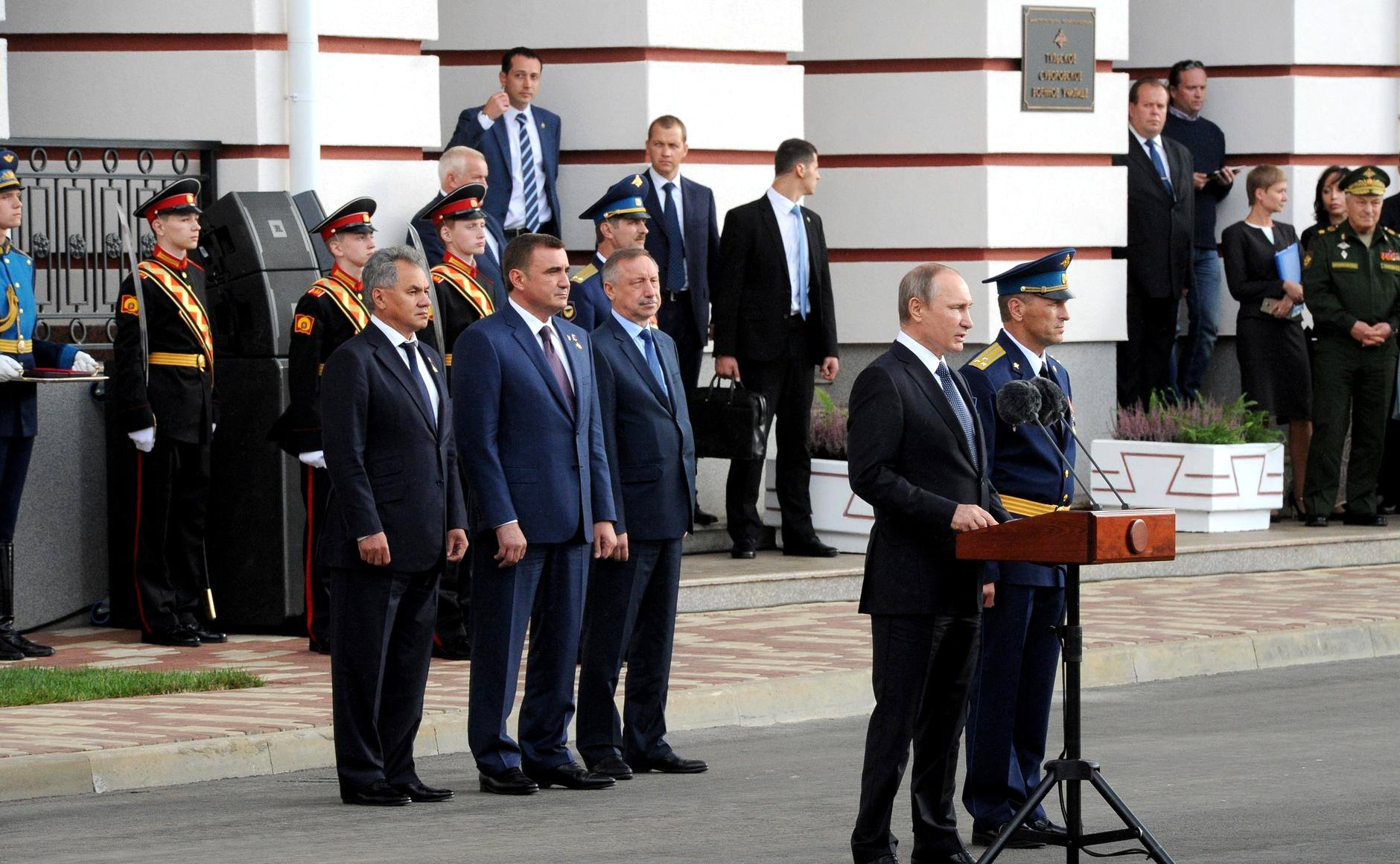
Обращение президента России Владимира Путина к суворовцам
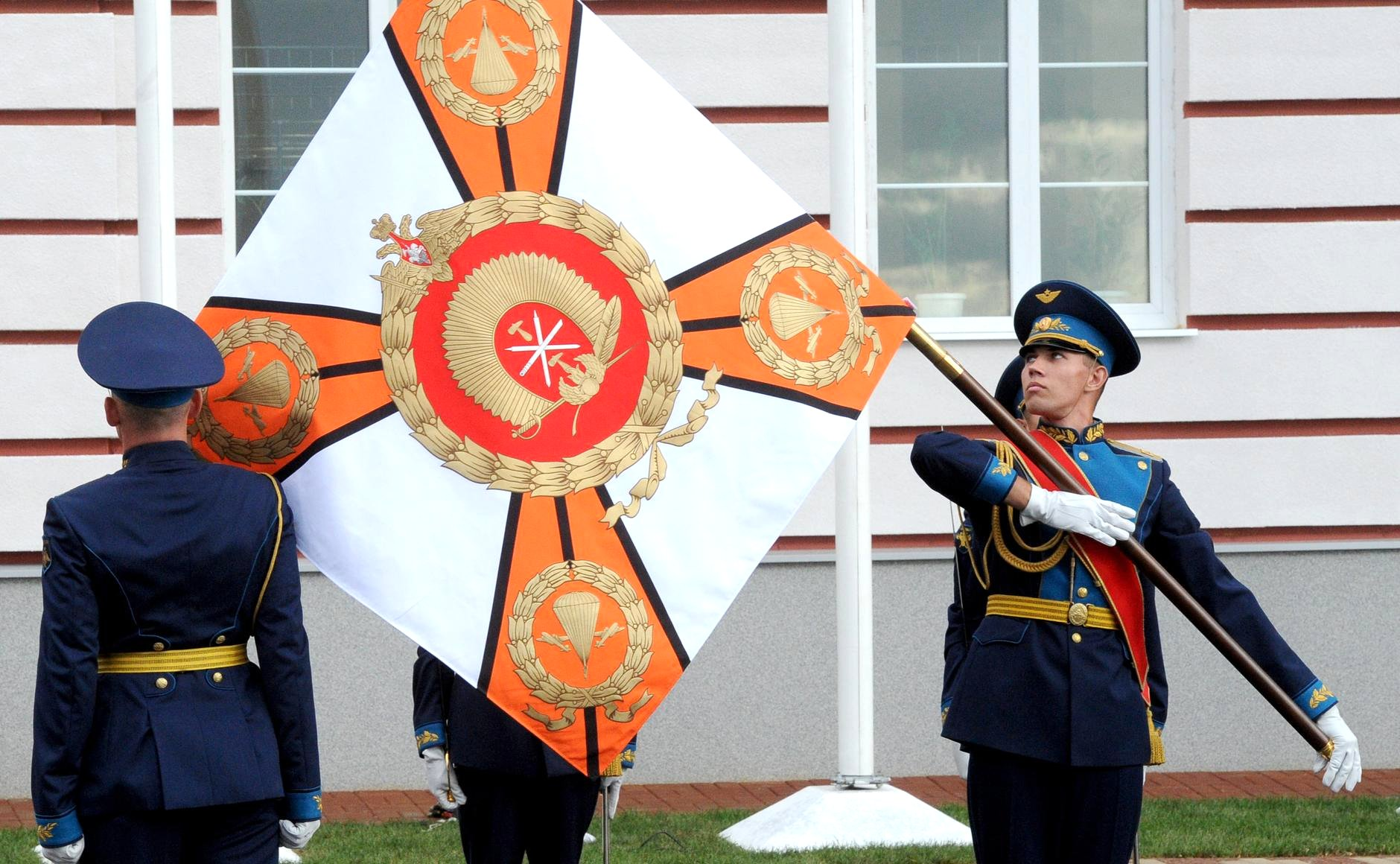
Знамя Тульского Суворовского военного училища

Весной 2017 года начат второй этап строительства, в ходе которого будет возведён крытый спортивный комплекс, спальный корпус, стадион, полоса препятствий, площадки для игры в мини-футбол и волейбол, корт, тренажерная площадка и крытую стоянку для автомобилей.
Училище подчинено командующему Воздушно-десантным войсками.

## Начальники
- 1944—1945 — генерал-майор Хохлов, Иван Степанович
- 1945—1947 — генерал-майор Фролов, Дмитрий Семёнович
- 1947—1950 — генерал-лейтенант Семёнов, Алексей Иванович
- 1950—1956 — генерал-майор Шуршин, Андрей Андреевич
- 1956—1960 — генерал-майор Сипович, Михаил Иванович (Герой Советского Союза)
- 2016 — н. в.  —  полковник Саксеев Дмитрий Валериевич

## Известные выпускники
- Витушкин, Анатолий Георгиевич (1931—2004) — окончил училище с золотой медалью, затем с отличием окончил физико-математический факультет МГУ имени М. В. Ломоносова, защитил кандидатскую и докторскую диссертации, избран действительным членом Российской академии наук, Лауреат Государственной премии СССР.
- Гусев, Юрий Александрович (1935—1992) — генерал-полковник.
- Иванов, Эдуард Евгеньевич — руководитель крупнейшего в СССР предприятия по микроэлектронике «Ангстрем», заместитель Министра электронной промышленности, Герой Социалистического Труда, дважды лауреат Государственных премий СССР, кандидат технических наук.
- Чувакин, Анатолий Романович — генерал-лейтенант (выпуск 1952 года), завершил службу в должности секретаря Совета обороны СССР — помощника начальника Генерального штаба Вооружённых Сил СССР.
- Ширяев, Артур Дмитриевич — первый генерал первого выпуска училища.